# Eggesin
Eggesin – miasto w Niemczech, w kraju związkowym Meklemburgia-Pomorze Przednie, w powiecie Vorpommern-Greifswald, w Puszczy Wkrzańskiej, siedziba Związku Gmin Am Stettiner Haff. Leży w centrum Obszaru Chronionego Krajobrazu Am Stettiner Haff (Naturpark Am Stettiner Haff).
Police i Szczecin łączą z Eggesinem drogi wojewódzkie 115 oraz 114 przez Tanowo i Dobieszczyn.
Na południe od miasta znajduje się poligon wojskowy Jägerbrück.

## Toponimia
Nazwa pochodzenia słowiańskiego. Poświadczona pierwotnie jako Gizin/Gizyn (1216), Chyzin (1267), przeszła z czasem wokalizację do formy Egezyn (po raz pierwszy poświadczona w 1296). Wywodzi się od połabskiego słowa chyča, chyža, oznaczającego ziemiankę. W języku polskim rekonstruowana jako Kcynia, Giżyn.

## Architektura
- kościół Marcina Lutra

## Współpraca
Miejscowości partnerskie:
- Ennigerloh, Nadrenia Północna-Westfalia
- Złotów, Polska